# Gourdon (Alpi Marittime)
Gourdon (Gordone in italiano desueto e occitano) è un comune francese di 445 abitanti situato nel dipartimento delle Alpi Marittime nella regione della Provenza-Alpi-Costa Azzurra.

## Società

### Evoluzione demografica
Abitanti censiti